# Dębina (Ustka)
Dębina (deutsch: Schönwalde, kasch. Dãbënô, auch Szënodo, slowinz. Šȧ̃nọṷdɵ) ist ein Dorf im Nordwesten der polnischen Woiwodschaft Pommern und gehört zur Landgemeinde Ustka (Stolpmünde) im Powiat Słupski (Kreis Stolp).

## Geographische Lage
Dębina liegt in Hinterpommern, einen Kilometer von der Ostseeküste und zwei Kilometer vom Garder See (Jezioro Gardno) entfernt an einer Nebenstraße, die Objazda (Wobesde) mit Rowy (Rowe) und Rówek (Klein Rowe) an der Lupow (Łupawa) verbindet.
Bis nach Ustka – dort besteht Bahnanschluss an die Bahnstrecke Piła–Ustka (Schneidemühl – Stolpmünde) – sind es 18 Kilometer, bis zur Kreisstadt Słupsk (Stolp) 22 Kilometer.

## Ortsname
Die Ortsbezeichnung Schönwalde gibt es in Deutschland häufig, aber auch die Namensform Dębina kommt in Polen mehr als 35-mal vor.

## Geschichte
Der historischen Dorfform nach war Dębina ein kleines Gassendorf. Bereits 1493 war es im Besitz derer von Bandemer. Um 1784 gab es hier zwei Vorwerke, zwei Bauern, vier Halbbauern, drei Kossäten, einen Schmied, einen Schulmeister, zwei Holzkaten (Cudry-Rovk und Poromb) und insgesamt 17 Haushaltungen.
Im Jahre 1804 war Schönwalde im Besitz eines von Below, 1828 eines von Krockow. Weitere Eigentümer waren: Julius Griebe (1836), Hans Pieper (er gründete 1872 die Glashütte Schönwalde, die sich bis ins 20. Jahrhundert hinein hielt), Albert von Puttkamer, Graf Wilhelm von Zitzewitz, Heinrich von Zitzewitz und Günther von Zitzewitz.
Im Jahre 1910 waren in Schönwalde 275 Einwohner registriert, 1933 waren es 273 und 1939 waren es 274.
Bis 1945 gehörte die Gemeinde Schönwalde mit den Ortsteilen Glashütte (polnisch: Zamyśle), Holzkaten (Rąbczyno) und Neuer Hof zum Amts- und Standesamtsbezirk Wobesde (Objazda) im Landkreis Stolp im Regierungsbezirk Köslin (Koszalin) der preußischen Provinz Pommern.
Am 9. März 1945 wurde Schönwalde kampflos von der Roten Armee besetzt. Das Dorf erhielt etwa 3000 Mann sowjetische Einquartierung und musste zur Hälfte vorübergehend geräumt werden. Die ausgewiesenen Bewohner fanden in Labüssow (Łabiszewo) Unterkunft. Später nahmen Polen die Wohnungen und Häuser in ihren Besitz. Schönwalde wurde unter dem Namen Dębina polnisch und ist heute ein Teil der Gmina  Ustka im Powiat Słupski in der Woiwodschaft Pommern (1975 bis 1998 Woiwodschaft Słupsk). Hier leben heute 112 Einwohner.

## Kirche
Vor 1945 war der größte Teil der Bevölkerung von Schönwalde evangelischer Konfession. Der Ort gehörte zur Kirchengemeinde Wobesde (heute polnisch: Objazda), die ihrerseits Filialgemeinde im Kirchspiel Rowe (Rowy) war. Diese lag im Kirchenkreis Stolp-Altstadt im Ostsprengel der Kirchenprovinz Pommern der Kirche der Altpreußischen Union. 
Nach 1945 wurde Dębina in die – nunmehr katholische – Pfarrei Objazda (Wobesde) eingegliedert, innerhalb derer die Kirche in Rowy jetzt Filialkirche wurde. Die Pfarrei ist Teil des Dekanats Główczyce (Glowitz) im Bistum Pelplin der Katholischen Kirche in Polen. Hier lebende evangelische Kirchenglieder gehören jetzt zur Kreuzkirchengemeinde in Słupsk (Stolp) in der Diözese Pommern-Großpolen der Evangelisch-Augsburgischen Kirche in Polen.

## Schule
Wann in Dębina eine Schule gegründet wurde, ist nicht überliefert. Aber bereits Ende des 18. Jahrhunderts wird hier ein Schulmeister genannt. In Schönwalde gab es bis 1945 eine einstufige Volksschule, in der 1932 ein Lehrer 41 Schülerinnen und Schüler unterrichtete. 